# Gehyra multiporosa
Gehyra multiporosa — вид геконоподібних ящірок родини геконових (Gekkonidae). Ендемік Австралії.

## Поширення і екологія
Gehyra multiporosa мешкають на північному заході регіону Кімберлі в Західній Австралії, від плато Мітчелл до затоки Уолкотт, а також на багатьох прибережних острівцях. Вони живуть в тропічних лісах, саванах і рідколіссях, де трапляються серед валунів і пісковикових скель.